# Скіллунт
Скіллу́нт (дав.-гр. Σκιλλοῦς, лат. Scillūs) — місто в елідській області Тріфілії, при струмку Селінунті притоці Алфея. У 572 році до н. е., коли пісати під начальством Пірра (Πύρρος) вели війну проти елідян, жителі Скіллунта стояли на боці перших, але були переможені. Елідяни зруйнували Скіллунт і Пісу. Місто лежало в руїнах до 392 року до н. е., коли лакедемоняни відторгли Скіллунт від Еліди і маєток, що лежав у межах міста, подарували Ксенофонтові, вигнаному з Афін 398 року до н. е. Тут Ксенофонт жив до битви при Левктрах у 371 році до н. е., коли елідяни вигнали його. У цей період він займався сільським господарством, полюванням і літературою, написав «Анабазис» і вибудував святилище Артеміді, зменшену копію Ефеського храму. Святилище стояло приблизно на 20 стадіїв на південь від храму Зевса в Олімпії. В ході беотійської війни місто здобуло автономію від елідян.
За Страбоном святилище Афіни Скіллунтії біля Скіллунта належало до числа відомих святилищ. Назва походить від поширеної в області рослини дав.-гр. σκίλλα — морська цибуля (Drimia maritima). За часів Павсанія місто лежало в руїнах . Місцеві жителі розповіли Павсанію, що елідяни Ксенофонта пробачили, він отримав дозвіл повернутися в Скіллунт, жив останні роки тут і помер, показували могилу Ксенофонта.
Місто розкопане на пагорбі Профітіс-Іліас у селі Макрисія. Знайдено залишки храму Афіни, цвинтар і руїни будівель.